# Kazimierz Gliński
Kazimierz Gliński, född 13 juni 1850 i guvernementet Kiev, död 1 januari 1920 i Nałęczów, var en polsk poet.
Gliński studerade vid Jagellonska universitetet i Kraków och var senare bosatt i Warszawa. Han tillhörde den äldre romantiska riktningen (Juliusz Słowacki, Józef Bohdan Zaleski och Teofil Lenartowicz) och författade stämningsbilder från Karpaterna, Wspomnienie Tatrów, ett band melodiska dikter av rent lyriskt innehåll, Poezye (1893, ett samlat urval i ny upplaga 1900) och Ballady (1900). 
Bland Glińskis många dramer märks Almanzor (1889), Król Bolesław Smialy (Kung Boleslav den djärve, 1891) och den psykologiska samtidsbilden ur Warszawas litterära liv Z walk zycia (Ur livets strider, samma år). Av hans större dikter kan nämnas Krolewska pieśń (Kungasången, 1907), behandlande Polens äldsta historia efter förebilden av Słowackis "Król Duch" (Kung Ande).